# Philipp Otto Runge

Dzieci Hülsenbecków, olej na płótnie, 1805-1810

Poranek, 1808

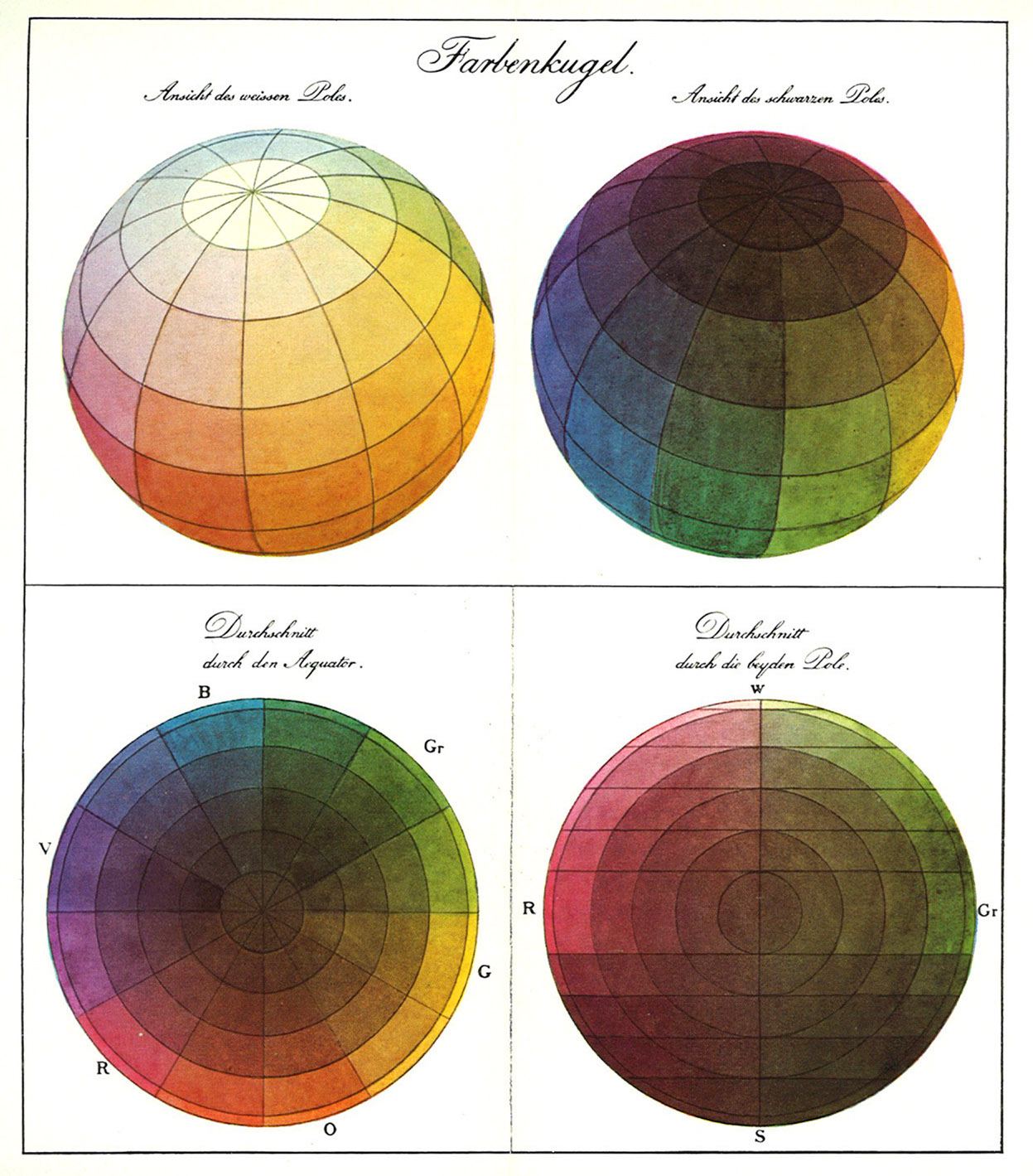
„Kule barw” Rungego

Philipp Otto Runge (ur. w 1777 w Wolgast, zm. w 1810 w Hamburgu) – niemiecki malarz i rysownik romantyczny, portrecista. Studiował pod okiem Jensa Juela w Królewskiej Duńskiej Akademii Sztuk w latach 1799–1801. Przeniósł się potem do Drezna, gdzie poznał Caspara Davida Friedricha, a od 1803 mieszkał i tworzył w Hamburgu, gdzie w 1810 zmarł.